# Liste der spanischen Botschafter in Polen
Liste der spanischen Botschafter in Polen.

## Missionschefs

### Spanische Gesandte im Königreich Polen
| Ernennung Akkreditierung | Name                                                                        | Bemerkungen | ernannt von           | akkreditiert bei der Regierung    | Posten verlassen |
| ------------------------ | --------------------------------------------------------------------------- | ----------- | --------------------- | --------------------------------- | ---------------- |
| 1531                     | Conde Leonardo de Noguerol (Khay. May. gesandten Graf Leonharden Nugarolis) | [ 1 ]       | Karl V. (HRR)         | Sigismund I. (Polen)              |                  |
| 1733                     | Francesco Arcelli                                                           |             | Karl V. (HRR)         | Sigismund I. (Polen)              | 1735             |
| 1760                     | Pedro Pablo Abarca de Bolea                                                 |             | Philipp II. (Spanien) | Sigismund II. August              | 1762             |
| 1784                     | Domingo de Iriarte y Nieves Ravelo                                          | [ 2 ]       | Karl III. (Spanien)   | Stanislaus II. August Poniatowski | 1794             |

### Spanische Botschafter in der Republik Polen
Polen hatte von 1794 bis 1918 seine staatliche Eigenständigkeit eingebüßt. Mit dem Überfall Deutschlands 1939 verlor es erneut seine Souveränität. Als es diese bei Ende des Zweiten Weltkrieges wieder erlangte, war das faschistische Spanien seinerseits außenpolitisch isoliert und insbesondere von den sozialistischen Staaten geächtet. Erst Spaniens Übergang zur Demokratie ermöglichte die Wiederaufnahme voller diplomatischer Beziehungen.    
| Ernennung Akkreditierung | Name                                         | Bemerkungen               | ernannt von                  | akkreditiert bei der Regierung | Posten verlassen |
| ------------------------ | -------------------------------------------- | ------------------------- | ---------------------------- | ------------------------------ | ---------------- |
| 1936                     | Mariano Ruiz-Funes Garcia                    | (* 1889 in Murcia)        | Juan Negrín                  | Ignacy Mościcki                | 1936             |
| 1937                     | José Ramón Medina Echavarría                 |                           | Juan Negrín                  | Ignacy Mościcki                | 1939             |
| 1971                     | Epifanio Muñoz                               | Leiter der Handelsmission | Francisco Franco             | Marian Spychalski              |                  |
| 1980                     | José Joaquín de Zavala y Alcíbar-Jáuregui    | [ 5 ]                     | Adolfo Suárez                | Henryk Jabłoński               |                  |
| 1990                     | José Antonio López Zatón                     | [ 6 ]                     | Felipe González              | Wojciech Jaruzelski            | 1993             |
| 1993                     | Fernando Riquelme Lidón                      | [ 7 ]                     | Felipe González              | Wojciech Jaruzelski            | 1998             |
| 1998                     | Juan Pablo de Laiglesia y González de Peredo | [ 8 ]                     | José María Aznar             | Aleksander Kwaśniewski         | 2003             |
| 2003                     | Miguel Ángel Navarro Portera                 | [ 9 ]                     | José María Aznar             | Aleksander Kwaśniewski         | 2004             |
| 2004                     | Rafael Mendivil Peydro                       | [ 10 ]                    | José María Aznar             | Aleksander Kwaśniewski         | 2008             |
| 2008                     | Francisco Fernández Fábregas                 |                           | José Luis Rodríguez Zapatero | Lech Kaczyński                 |                  |